# 1-skala
1-skala är en skala för modelljärnvägar. Den introducerades ursprungligen av den tyska tillverkaren Märklin år 1891 och har en spårvidd på 45 mm. 

## Bilder

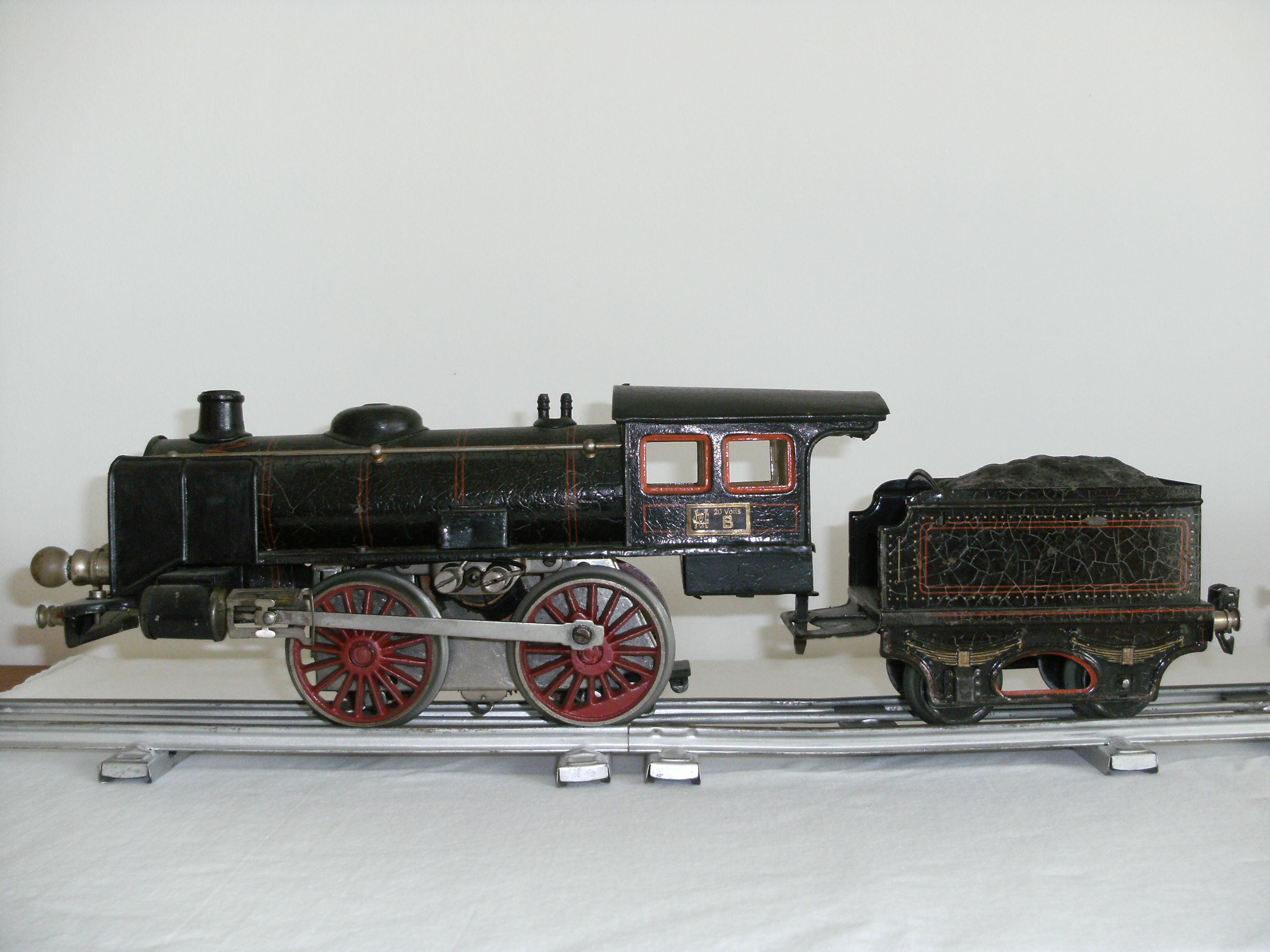
Modelljärnväg i skala 1 (omkring år 1935, Märklin)
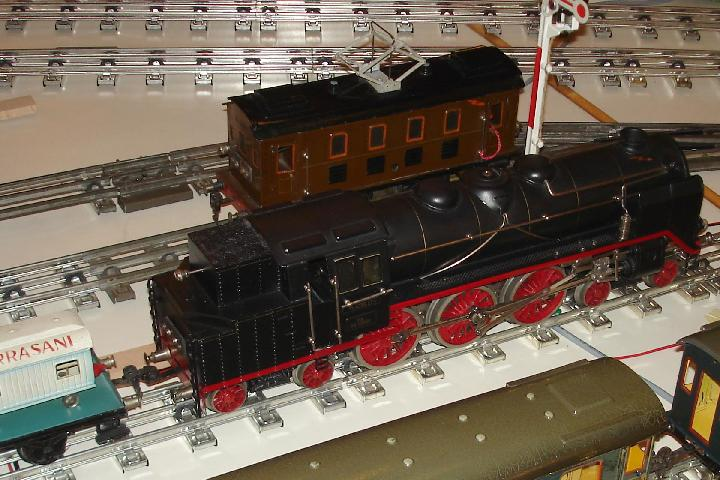
Modelljärnväg i skala 1 (Tin-Plate, Märklin)
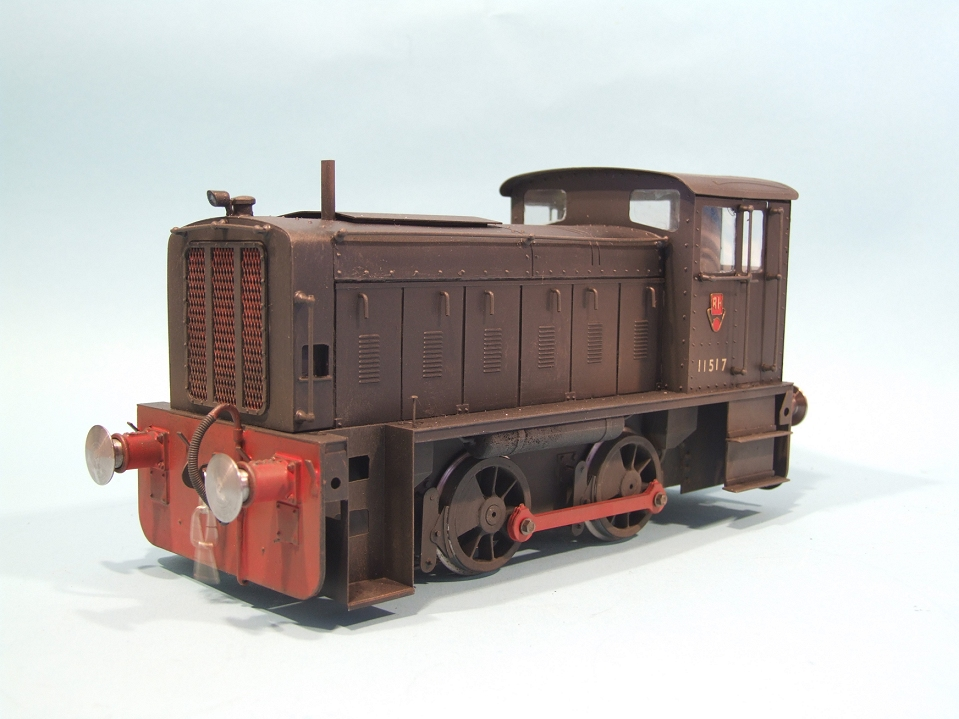
Modelljärnväg i skala 1
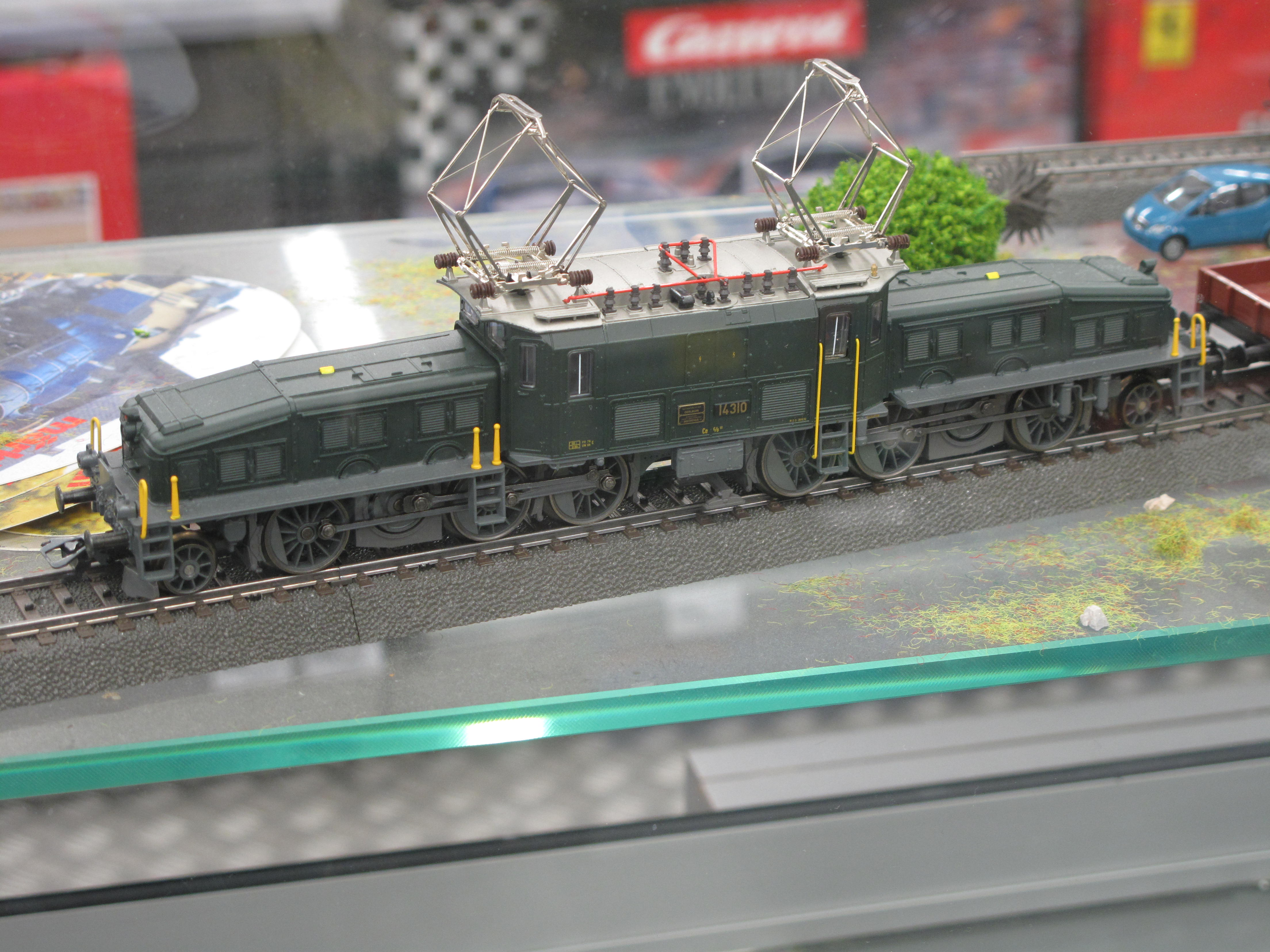
Modelljärnväg i skala 1
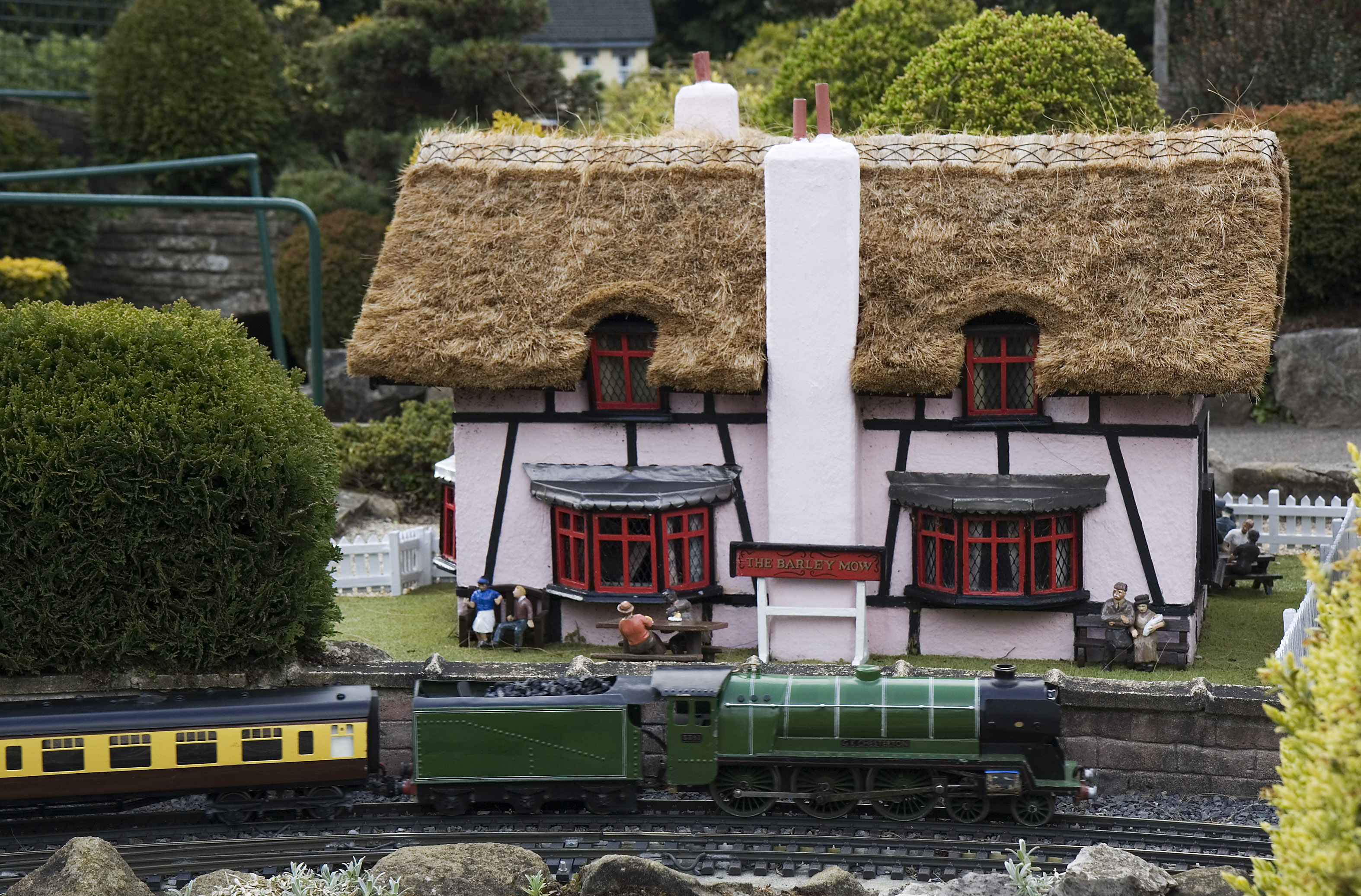
Modelljärnväg i skala 1 (Bekonscot Model Village)
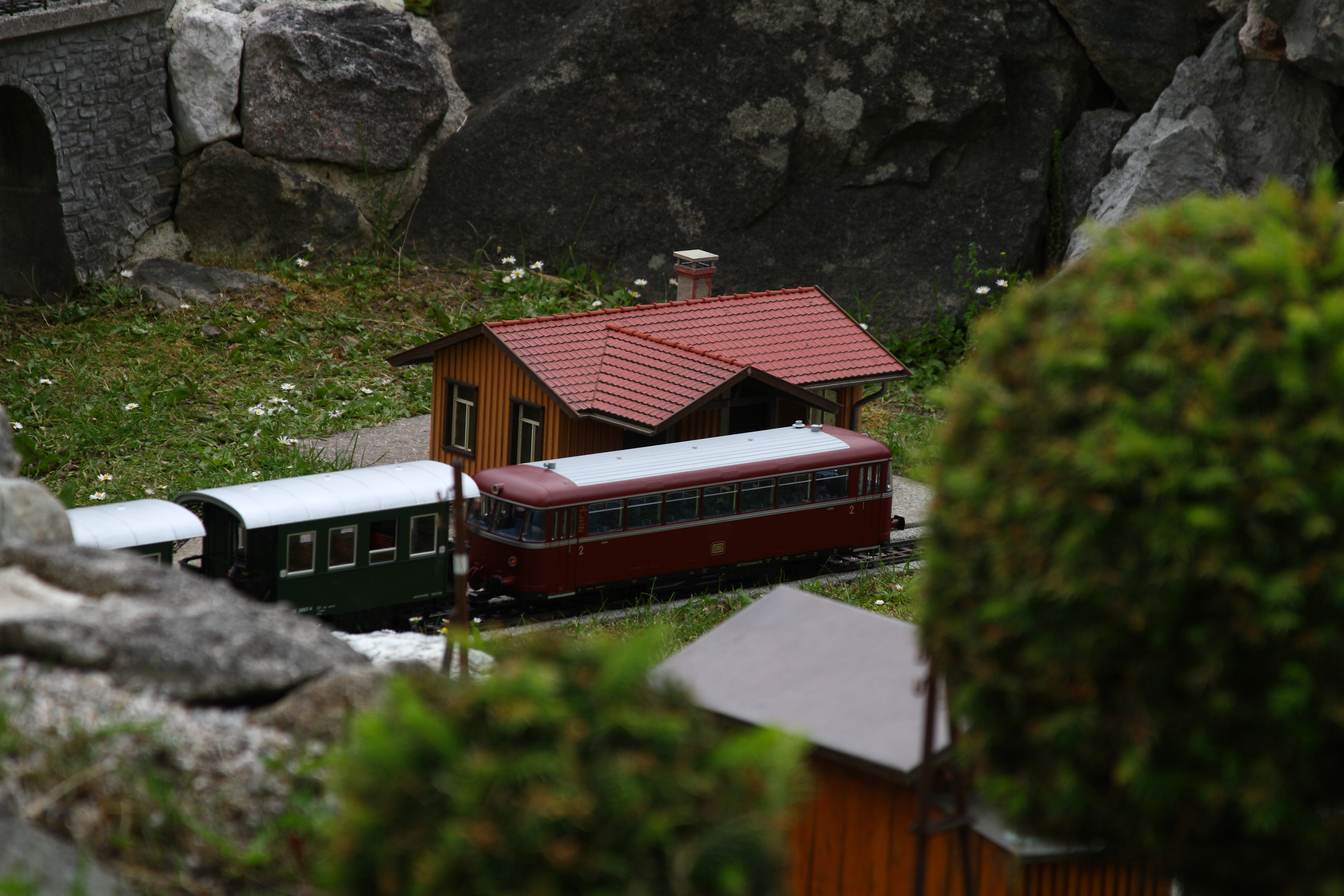
Modelljärnväg i skala 1